# Palpita aenescentalis
Palpita aenescentalis je moljac iz porodice Crambidae. Opisao ga je Judžin G. Manro 1952. Nalazi se u Severnoj Americi, gde je zabeležen iz Ilinoisa, Indijane, Mejna, Merilenda, Severne Karoline, Severne Dakote, Ohaja, Oklahome, Ontarija, Kvebeka, Južne Karoline, Tenesija , Virdžinije i Viskonsina.